# Ephedra dahurica
Ephedra dahurica är en kärlväxtart som beskrevs av Porphir Kiril Nicolai Stepanowitsch Turczaninow. Ephedra dahurica ingår i släktet efedraväxter, och familjen Ephedraceae. Inga underarter finns listade i Catalogue of Life.

## Bildgalleri

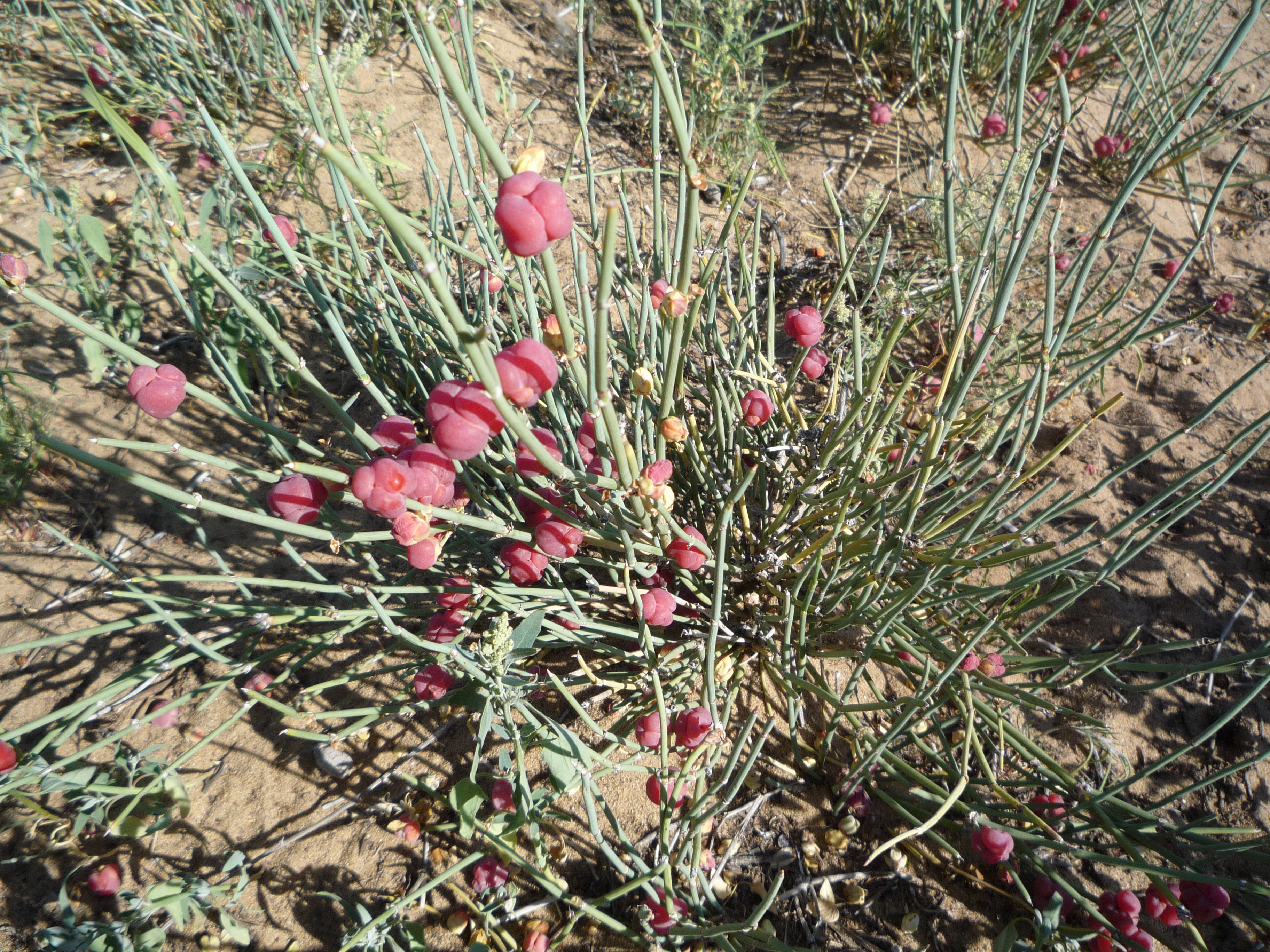
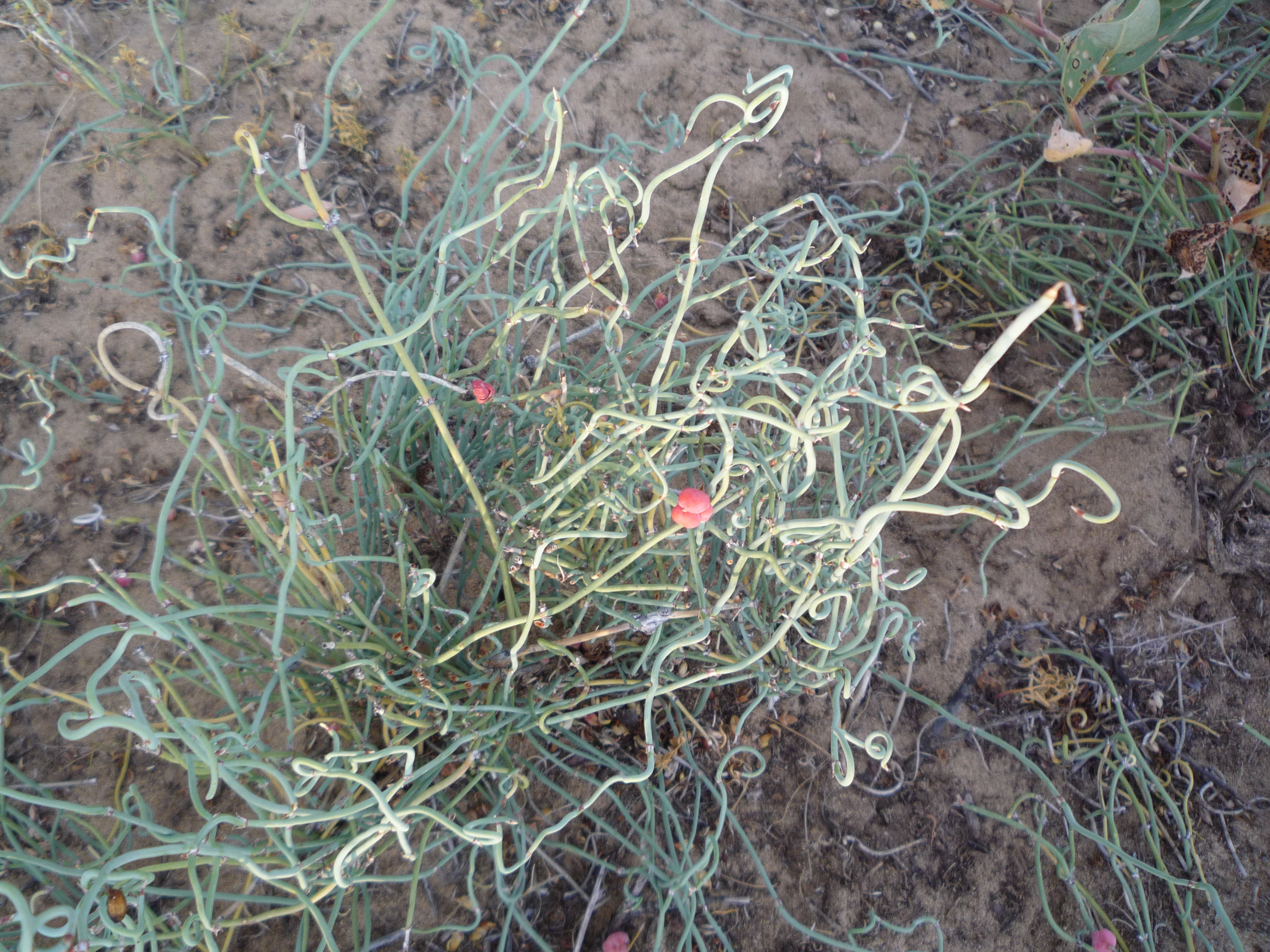
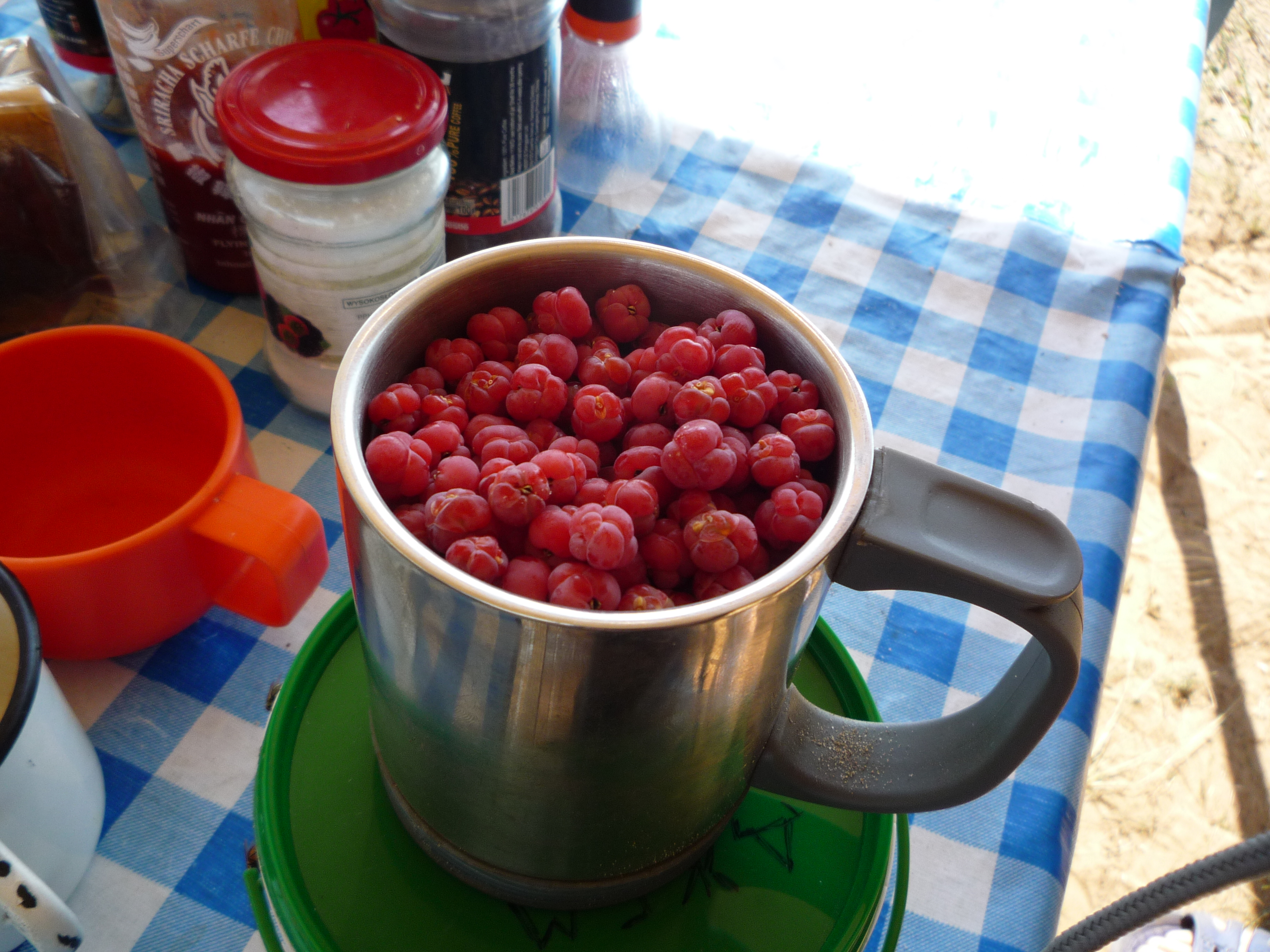